# Зіглісторф
Зіглісторф (нім. Siglistorf) — громада  в Швейцарії в кантоні Ааргау, округ Цурцах.

## Географія
Громада розташована на відстані близько 100 км на північний схід від Берна, 31 км на північний схід від Аарау.
Зіглісторф має площу 5,5 км², з яких на 6,1% дозволяється будівництво (житлове та будівництво доріг), 41,4% використовуються в сільськогосподарських цілях, 52,1% зайнято лісами, 0,4% не є продуктивними (річки, льодовики або гори).

## Демографія
2019 року в громаді мешкало 636 осіб (+3,9% порівняно з 2010 роком), іноземців було 20,6%. Густота населення становила 115 осіб/км².
За віковим діапазоном населення розподілялося таким чином: 19,2% — особи молодші 20 років, 65,6% — особи у віці 20—64 років, 15,3% — особи у віці 65 років та старші. Було 271 помешкань (у середньому 2,3 особи в помешканні).
Із загальної кількості 184 працюючих 20 було зайнятих в первинному секторі, 67 — в обробній промисловості, 97 — в галузі послуг.